# Liste der kubanischen Botschafter in Uruguay
Die Botschaft befindet sich in der Feliciano Rodríguez n° 2690, in Montevideo.
Seit 26. August 1999 vertritt der Botschafter in Montevideo regelmäßig auch die kubanische Regierung bei der Asociación Latinoamericana de Integración (ALADI)
| Ernannt / Akkreditiert | Name                                | Bemerkung | ernannt während der Regierung von | akkreditiert während der Regierung von           | Posten verlassen |
| ---------------------- | ----------------------------------- | --- | --------------------------------- | ------------------------------------------------ | ---------------- |
| 1916                   | José María Solano                   | Geschäftsträger | Mario García Menocal              | Feliciano Viera                                  |                  |
| 19. Sep. 1919          | José María Solano                   | außerordentlicher Gesandter und Ministre plénipotentiaire | Mario García Menocal              | Feliciano Viera                                  | 1921             |
| 1926                   | Luis Solano Alvarez                 | bis 1926 außerordentlicher Gesandter und Ministre plénipotentiaire bei den Regierungen von Zentralamerika. | Gerardo Machado                   | José Serrato                                     | 1931             |
| 1934                   | Luis Rodríguez Émbil                | (* 30. August 1879 in Havanna; 29. April 1954 ebenda) wurde in konsularischen Vertretungen in Europa: in Genua Paris Cadiz, Madrid, London, Antwerpen, Wien und Berlin beschäftigt | Carlos Mendieta Montefur          | Gabriel Terra                                    | 1943             |
| 1942                   | Osvaldo Lamar y Gálvez              | Geschäftsträger | Fulgencio Batista                 | Alfredo Baldomir                                 |                  |
| 1945                   | Óscar Gans                          | Oscar Gans y Martínez | Ramón Grau San Martín             | Juan José de Amézaga                             | 12. Apr. 1949    |
| 1950                   | Francisco de Arce y Pilón           | 1947–1949: außerordentlicher Gesandter und Ministre plénipotentiaire in Santo Domingo und Port-au-Prince, | Carlos Prío Socarrás              | Luis Batlle Berres                               |                  |
| 1951                   | Mariano Brull                       | | Carlos Prío Socarrás              | Andrés Martínez Trueba                           | 1952             |
| 1952                   | Vicente Valdés Rodríguez y Villada  | 1946: Botschafter in Lima, 1957–1959: Botschafter in Quito wo er von Francisco de Arce y Pilón abgelöst wurde. | Fulgencio Batista                 | Andrés Martínez Trueba                           | 7. Aug. 1957     |
| Jan. 1960              | Mario García Incháustegui           | | Osvaldo Dorticós Torrado          | Benito Nardone                                   | 12. Jan. 1961    |
| 12. Jan. 1961          | Aldo Rodriguez Camps                | Geschäftsträger Protagonist des Angriffs auf die Moncada-Kaserne am 26. Juli 1957. | Osvaldo Dorticós Torrado          | Eduardo Víctor Haedo                             | 9. Sep. 1964     |
| 9. Sep. 1964           |                                     | Entsprechend einem Beschluss der Organisation Amerikanischer Staaten entschied der Consejo Nacional de Gobierno unter dem Vorsitz von Luis Giannattasio mit sechs Stimmen und drei Enthaltungen die diplomatischen Beziehungen zur Regierung von Kuba abzubrechen und den Seehandel auf Nahrungsmittel und medizinische Güter zu beschränken. In der Folge hielten die mexikanische und die kanadische Regierung die diplomatischen Beziehungen zur kubanischen Regierung aufrecht. Kanada war zu dieser Zeit nicht Mitglied der OAS. | Osvaldo Dorticós Torrado          | Luis Giannattasio                                | 1984             |
| 1984                   | Joaquín Mas Martínez                | | Fidel Castro                      | Gregorio Álvarez                                 |                  |
| 1994                   | Manuel Francisco Aguilera de la Paz | (* 17. September 1956) 5. November 2007 bis 13. Februar 2012 Botschafter in Mexiko-Stadt | Fidel Castro                      | Luis Alberto Lacalle HerreraLuis Alberto Lacalle | 1999             |
| 15. Apr. 1999          | Miguel Martínez Ramil               | 1994: Geschäftsträger in Panama | Fidel Castro                      | Julio María Sanguinetti                          | 2000             |
| 2000                   | José Joaquín Alvarez Portela        | [ 5 ] | Fidel Castro                      | Jorge Batlle Ibáñez                              | 25. Apr. 2002    |
| 29. Jan. 2002          | Raúl Gortázar Marrero               | Geschäftsträger | Fidel Castro                      | Jorge Batlle Ibáñez                              | 20. Mai 2005     |
| 26. Aug. 2009          | Carmen Zilia Pérez Mazón            | [ 7 ] | Raúl Castro                       | Tabaré Vázquez Rosas                             |                  |
| 27. Juli 2012          | Lisset Fernández García             | Geschäftsträgerin | Raúl Castro                       | José Mujica                                      |                  |
| 19. Sep. 2013          | Mercedes Vicente Sotolongo          | [ 8 ] | Raúl Castro                       | José Mujica                                      |                  |